# Túnel de Markusbierg
El Túnel de Markusbierg (en luxemburgués: Tunnel Markusbierg; en alemán: Tunnel Markusberg) es el nombre que reciben un par de túneles paralelos, que forman la parte más oriental de la autopista A13 a través de Luxemburgo, cerca del pueblo de Schengen. Los túneles poseen 1.575 metros de longitud, y descienden hacia el este, hacia la frontera alemana en un gradiente de 5%. El extremo oriental del túnel se dirige directamente a un viaducto que cruza el río Mosela, que forma la frontera con Alemania. Los trabajos de construcción se iniciaron el 15 de septiembre de 1997 y los túneles se abrieron al tráfico el 24 de julio de 2003, junto con el resto de la autopista A13. Los costos totales de la construcción fueron de € 65m, incluyendo 15 millones de € para la instalación de sistemas de seguridad adicionales.